# برایان رابینز
برایان رابینز (انگلیسی: Brian Robbins؛ زادهٔ ۲۲ نوامبر ۱۹۶۳) کارگردان، هنرپیشه و تهیه‌کننده اهل ایالات متحده آمریکا است. وی از سال ۱۹۸۲ میلادی تاکنون مشغول فعالیت بوده‌است. او هم‌اکنون رئیس شرکت نیکلودین است.

## فیلمشناسی
- نوربیت (۲۰۰۷)
- هزار کلمه (۲۰۱۲)